# جون أسين
جون أسين (بالإنجليزية: John Aasen)‏ هو ممثل أمريكي، ولد في 5 مارس 1890 في منيابولس في الولايات المتحدة، وتوفي في 1 أغسطس 1938 في ميندوسينو في الولايات المتحدة بسبب ذات الرئة.

## وصلات خارجية
- جون أسين على موقع IMDb (الإنجليزية)
- جون أسين على موقع أول موفي (الإنجليزية)
- جون أسين على موقع قاعدة بيانات الأفلام السويدية (السويدية)
- جون أسين على موقع قاعدة بيانات الفيلم (الإنجليزية)